# Obereopsis obliquata
Obereopsis obliquata är en skalbaggsart som beskrevs av Stephan von Breuning 1957. Obereopsis obliquata ingår i släktet Obereopsis och familjen långhorningar.
Artens utbredningsområde är Myanmar. Inga underarter finns listade i Catalogue of Life.